# Merosargus fraternus
Merosargus fraternus är en tvåvingeart som beskrevs av Jacques-Marie-Frangile Bigot 1879. Merosargus fraternus ingår i släktet Merosargus och familjen vapenflugor. Inga underarter finns listade i Catalogue of Life.